# Antoine II de La Tour Saint-Vidal
Antoine II de La Tour Saint-Vidal est une personnalité militaire et politique de la France de l'Ancien Régime : baron de Saint-Vidal, sénéchal de France, grand maître de l'artillerie de France pour la Ligue catholique.

## Biographie

### La maison de La Tour
Une famille de Saint-Vidal est connue dès le XIIe siècle, son patronyme étant Goudet.
Adhémare Goudet, dame héritière de Saint-Vidal, épouse Hugues de la Tour. On leur connaît au moins deux enfants : Lucie de Saint Vidal, mariée à Armand de Servissas, et Hugues II de La Tour, seigneur de Saint-Vidal. En 1288, Armand VI, vicomte de Polignac, laisse au seigneur de Saint Vidal la haute justice du lieu. De son mariage avec Girine de Glavenas, fille de Pierre, seigneur de Saint-Julien, il laisse une fille, Vierne, mariée à Martin de Brion, seigneur de Brion (Lozère), et un  fils, Maurice de La Tour, seigneur de Saint-Vidal, marié à Randonne de Joyeuse, fille de Dragonnet de Châteauneuf, seigneur de Joyeuse, et de Beatrix de Roquefeuil-Nant.
Le père d'Antoine de La Tour Saint-Vidal et de Gabrielle de Montfaucon, fille de Gabrielle et de Marie Stuart d'Aubigny, est Antoine Ier de La Tour, qui fait construire au XVIe siècle le château du Villard au bord de la Gagne. Il est tué le 2 mai 1558 au siège de Calais. Il s'était remarié en 1533 avec Françoise d'Albon, fille de Guillaume, seigneur de saint-Forgeux, gentilhomme de la Maison du roi, et de Gabrielle de Saint-Priest qui lui avait donné un fils, Claude-Henri de La Tour-saint-Vidal, et plusieurs filles.
Il est le lointain cousin par alliance de Anne de Joyeuse, favori de Henri III, avec qui il combattra durant les guerres de Religion.

### Les guerres de religion
Les Guerres de Religion affligèrent le Velay de 1560 à 1596. Antoine est alors gouverneur du Velay et du Gevaudan.
En compagnie de Gaspard de Montmorin-Saint-Herem, gouverneur de l'Auvergne, le 15 août 1562 il reprend La Chaise-Dieu qui était entre les mains des protestants depuis le 2 août. Non loin de Saint-Étienne il rattrape et bat les troupes du Chevalier des Blacons (lieutenant du baron des Adrets, chef des protestants en Dauphiné), commandant militaire du raid Huguenot qui prit La Chaise-Dieu, et avait sur son passage dévasté la région du Puy et le château de la Rochelambert à Saint-Paulien.
Le 20 janvier 1574, après de violents combats, il reprend le bourg d'Espaly lui aussi envahi par des Huguenots, et en récupère la forteresse le 12 mars après des pourparlers.  
Antoine joue ensuite un rôle de premier plan en  devenant sénéchal de France, puis Grand maître de l'artillerie de France pour la Ligue catholique.
Le 25 septembre 1580, après deux jours de combat, il reprend Saint-Agrève.  Il perd un œil, crevé par la balle d'une arquebuse.
En décembre 1585, il fait échouer une attaque soudaine de François de Coligny sur  Le Puy.
Le 8 octobre 1588, après un siège de huit semaines, il reprend Saint-Agrève pour la seconde fois.  
Il fait renforcer sa maison-forte de Saint-Vidal, la transforme en véritable forteresse : les  donjons sont modifiés, les communs multipliés et  fortifiés, la muraille renforcée par des talus, l'ensemble étant parfaitement transformé pour utiliser des pièces d'artillerie, et résister à des tirs d'artillerie.   
Ses choix durant les guerres de religion (il se range du côté de la Ligue catholique le 6 avril 1589) valent à son château d'être assiégé pendant huit jours en juillet 1591 par les troupes d'Henri IV, en l'occurrence par Chambaud et ses protestants du Vivarais, aidés par des soldats de la garnison de Polignac. La forteresse résiste (on peut voir les impacts des boulets dans les tours de la forteresse) jusqu'à ce que ses assaillants lèvent le siège et partent renforcer les défenseurs d'Espaly.
Mais Antoine n'a pas assisté à tout cela, car le 27 février 1590 il s'est  rendu au Puy prendre le commandement des troupes de la Ligue qui combattent à Espaly. Les combats durent jusqu'au 1er juin, puis les belligérants s'accordent pour un cessez-le-feu.
Le 25 janvier 1591, lors d'une entrevue entre les chefs Royalistes et Ligueurs sur le pont d'Estroulhas, Antoine, son lieutenant et plusieurs de leurs hommes sont assassinés.